# عبد الرحمن بن إسماعيل الجبرتي
عبدالرحمن بن إسماعيل الجبرتي (بالإنجليزية: Sheikh Abdirahman bin Isma'il al-Jabarti: المعروف أيضًا باسم «دارود» أو «داوود» أو «طارود»)‏؛ هو السلف والجد المشترك شبه الأسطوري لعشيرة دارود الصومالية وشعب هارلا العرقي. وفقًا للتقاليد المحلية، ينحدر الشيخ عبد الرحمن من صحابي جليل عقيل بن أبي طالب وهو أحد أفراد بنو هاشم، إبن عم النبي محمد صلى الله عليه وسلم وأخ رابع الخلفاء الراشدين علي بن أبي طالب. وفقًا للكتب الإسلامية القديمة والتقاليد الصومالية، فإن الشيخ عبد الرحمن بن إسماعيل الجبرتي «دارود» هو ابن الشيخ الصوفي إسماعيل الجبرتي من الطريقة القادرية، وفر من وطنه في شبه الجزيرة العربية بعد مشادة مع عمه. خلال القرن العاشر أو الحادي عشر الميلادي، يُعتقد أن الشيخ عبد الرحمن «دارود» قد استقر بعد ذلك في أرض البنط عبر البحر الأحمر وتزوج من «دوبيرا» (بالصومالية: Doonbiro Direed)‏، ابنة زعيم قبيلة «دير». يقال إن هذا الاتحاد أدى إلى ظهور عائلة «دارود». وهكذا، أقامت روابط زوجية مع جذع صمالى الرئيسي.

## سيرة حياته

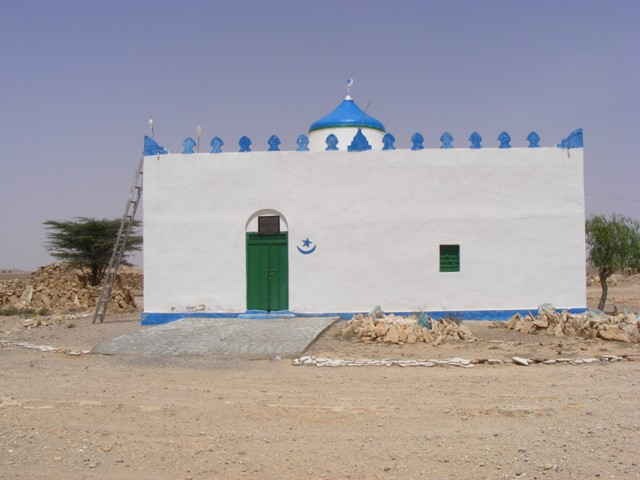
يقع مقبرة الشيخ عبد الرحمن «دارود» في مدينة طهر التاريخية القديمة و عاصمة محافظة هيلان لولاية أرض البنط، وبشكل أدق، ينسق مكان الدفن في شرق منطقة سناج للصومال.

أكد مؤلفون مثل ابن حوقل وشمس الدين المقدسي وابن سعيد المغربي الوجود المبكر للقبائل العربية في بلديات مثل بربرة وزيلع وجبرتا (مدينة قديمة في حالة خراب الآن) ومصوع في شمال القرن الأفريقي.
وفقا للتقارير الصومالية، يقال إن الشيخ عبد الرحمن بن إسماعيل الجبرتي «دارود»، وهو سليل محمد بن عقيل، قد غادر وطنه في شبه الجزيرة العربية بعد مشاجرة وتسببت خلاف مع عمه. خلال القرن العاشر أو الحادي عشر الميلادي،  يُعتقد أنه استقر بعد ذلك في الصومال عبر البحر الأحمر. بعد ذلك تزوج من دُومبِرَ، ابنة زعيم عشيرة دير، والتي قيل إنها أدت إلى ظهور عائلة دارود. وهكذا، أقام علاقات زوجية مع جذع «صمالى» الرئيسي.

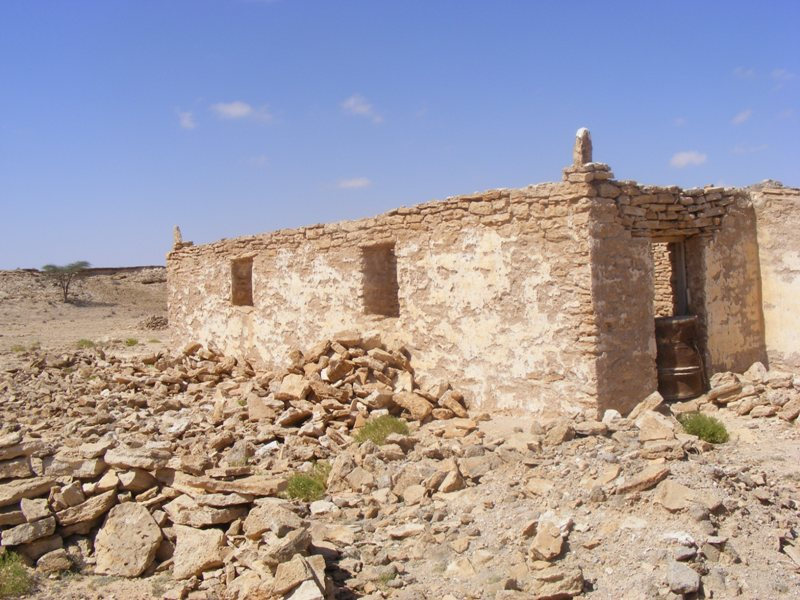
قبر الشيخ هارتي في «قعابلى» محافظة سناج.

وفقًا لعالم الأنثروبولوجيا البريطاني والخبير في الدراسات الصومالية المخضرم آي إم لويس، في حين أن تقاليد النسب من العائلات العربية النبيلة المرتبطة بمحمد هي على الأرجح تعبيرات عن أهمية الإسلام في المجتمع الصومالي،  «هناك عنصر قوي صالح تاريخيًا في هذه الأساطير، والذي، في حالة دارود، تم تأكيده في الممارسة الحالية لممثل دير الذي يرأس حفل تنصيب رئيس عائلة دارود».
تقليد آخر يقول أن «دارود» مرتبط بشعب هارلى العرقي المنقرض.  وفقا للوثائق العربية التي حفظتها عشائر دارود في منطقة عفر، أسس «دارود»، وهو أحد أسلاف هارلى، عشيرة «دارود» الصومالية الحالية. كما يذكر النص أيضًا أنه وصل من مكة واستقر في زيلع، وكان والده إسماعيل بن إبراهيم الجبرتي، من اليمن.
توجد قصة عشيرة مماثلة لعائلة إسحاق، المنحدرين من إسحاق بن أحمد العلوي، وهو عضو مزعوم آخر من بني هاشم جاء إلى أرض الصومال في نفس الوقت تقريبًا.  كما هو الحال مع الشيخ إسحاق، هناك أيضًا العديد من علماء القديسين الموجودين بالعربية الذين يصفون رحلات الشيخ درود وأعماله وحياته العامة في أرض البنط، بالإضافة إلى تحركاته في الجزيرة العربية قبل وصوله. إلى جانب المصادر التاريخية مثل عقيليون المسعودي، مناقب حديثة (مجموعة من الأعمال المجيدة) طبعها في القاهرة عام 1945 الشيخ أحمد بن حسين بن محمد بعنوان مناقب الشيخ إسماعيل بن إبراهيم الجبرتي ويناقش أيضًا ان الشيخ عبد الرحمن «دارود» ووالده إسماعيل الجبرتي في السياق الذي يقال فيه إن إسماعيل الجبرتي مدفون في باب سهام الواقعة في مديرية زبيد غرب اليمن.
يقع قبر الشيخ عبد الرحمن «دارود» في محافظة هيلان ، الواقعة في جبال هادافتيمو في منطقة سناج في الصومال ، وهو مسرح لرحلات الحج المتكررة. تم دفن الشيخ إسحاق في مكان قريب في ميط،  وكذلك الشيخ هارتي، وهو من نسل الشيخ عبد الرحمن «دارود» وسلف عشيرة هارتي دارود الفرعية، التي يقع مقبرتها في بلدة القعبلة القديمة.
كما يتم الاحتفال بعيد ميلاد للشيخ عبد الرحمن «دارود» كل يوم جمعة بقراءة عامة لمناقب.